# Agathon bispinus
Agathon bispinus är en tvåvingeart som först beskrevs av Kitakami 1931.  Agathon bispinus ingår i släktet Agathon och familjen Blephariceridae. Inga underarter finns listade i Catalogue of Life.